# Filò
Filò
è una raccolta di liriche in lingua veneta del poeta Andrea Zanzotto (con una lettera e cinque disegni di Federico Fellini; pubblicata nel 1976 a Venezia per le Edizioni del Ruzante,
la raccolta è stata successivamente riproposta nel 1988 da Mondadori nella collana Lo Specchio in edizione riveduta,
mentre nel 2012, in occasione del primo anniversario della morte del poeta, Einaudi l'ha ripubblicata nella collana "Collezione di poesia" (n. 407) con prefazione di Giuliano Scabia.

## Struttura e stile
Il libro, nella sua prima edizione, si presenta diviso in due sezioni. La prima sezione è composta da filastrocche e litanie scritte per il film Il Casanova di Federico Fellini ed è divisa in due parti, Recitativo veneziano e Cantilena londinese. Federico Fellini aveva infatti scritto, nel luglio del 1976, una lettera a Zanzotto per chiedergli suggerimenti e aiuto prima di iniziare il doppiaggio del suo Casanova. Nella lettera, il regista, richiedeva all'amico poeta di scrivere l'«esortazione» per accompagnare la scena iniziale del film.
Zanzotto accoglie l'invito con gratitudine, come lui stesso scrive: « [...] sono grato a Fellini di avermi spinto gentilmente ammiccando e quasi segnando silenzio con un dito sulle labbra, a questa breve ma per me non trascurabile discesa per scorciatoie assai precipiti, molte volte intraviste, mai praticate in precedenza proprio qui e così: con un occhio a tante deesse, dalla Testa, a Rèitia,
a Venezia, alla Gigantessa bambola: tutte riducibili ad una sola realtà, pur nell'immensa lontananza delle loro icone, dei loro significati, dei loro tempi».

### I. Per il Casanova di Fellini
Recitativo veneziano è scritto in un dialetto veneto impuro ed è ricco di metafore di carattere sessuale, mentre Cantilena londinese, scritta sotto forma di filastrocca, imita il petél, linguaggio infantile già sperimentato da Zanzotto nella raccolta La Beltà (1968, nel testo L'elegia in petèl). Scrive al proposito Cristiano Spila che «nel secondo componimento, invece, domina il petèl, linguaggio infantile pieno di distorsioni linguistiche e di non-sense intraducibili. Nell'idioma infantile si manifesta un rapporto ludico con la parola, un'istanza di liberazione della repressione e della scontata omogeneità della lingua ufficiale, alla ricerca del linguaggio primordiale. Il balbettio del petèl è l'incarnazione linguistica del desiderio uterino».
noi ti preghiamo: erompi su, fuori,
noi t'imploriamo, tutto t'implora;

mostrati sopra, sali, sali,
tiriamo tutti insieme, tu e noi
aàh Venezia aàh Venissa aàh Venùsia».»
(Da Andrea Zanzotto, Recitativo veneziano)

### II. Filò
Il poemetto che forma la seconda sezione, Filò, è scritto in dialetto alto trevigiano che, come lo stesso Zanzotto appunta in appendice al componimento, « [...] è press'a poco quello che si continua ancora a parlare nella valle del Soligo (alto Trevigiano), con sfumature diverse per vocaboli, modi di dire, inflessioni; che, come sempre, si riferiscono a strette frange di ceti, a gruppi minimi, a singole località».